# کارمینه آبایناله
کارمینه آبایناله (ایتالیایی: Carmine Abbagnale؛ زادهٔ ۵ ژانویهٔ ۱۹۶۲) قایقران روئینگ اهل ایتالیا است.
وی در مسابقات کشوری و بین‌المللی در مجموع برندهٔ ۹ مدال طلا، ۴ مدال نقره، ۱ مدال برنز شده‌است.